# Pickering Operations Complex
El Complejo de Operaciones de Pickering es un rascacielos de 177 m (581 pies) en 20 Pickering Street, en Raffles Place en el distrito central de negocios de Singapur. La torre está situada junto a OCBC Center y One George Street. 

## Historia
El complejo de operaciones de Pickering fue diseñado por Kenzo Tange Associates, y fue terminado en 1986. Otras compañías implicadas en el desarrollo del complejo de las operaciones de Pickering incluyeron las telecomunicaciones Limited de Singapur, Meinhardt (Singapur) Private Limited, Meinhardt Privada limitada. 

## Arquitectura
El Complejo de Operaciones de Pickering está hecho principalmente de hormigón armado. La arquitectura del edificio tiene mucha similitud con OCBC Center, que se completó una década antes. De hecho, el centro OCBC está situado justo al lado de Pickering Operations Complex. 

## Instalaciones y equipamiento
Diseñado como un hotel de telecomunicaciones o instalación de co-localización, Pickering Operations Complex tiene naturalmente muchos equipos técnicos que atienden a las telecomunicaciones. Hay dos "pisos técnicos" en el edificio, el quinto y el piso 29. La torre es uno de los muchos edificios y centros de intercambio de troncos que pertenecen a SingTel. Sin embargo, es el único edificio de SingTel que se encuentra en el distrito central de negocios, Raffles Place. 
El edificio utiliza el sistema de gestión de edificios EY3600, que está equipado con el nivel de gestión novaPro Open. Las estaciones de automatización de la familia nova, monitorean y controlan la ventilación mecánica para el sistema de aire acondicionado y la iluminación. El sistema de alarma contra incendios, los ascensores, el sistema de baja tensión, el sistema de alimentación de emergencia y las instalaciones sanitarias también son supervisados y controlados por el EY3600. 

### Equipamiento técnico
El equipo técnico del edificio comprende:
:
8 plantas de refrigeración, cada una con una capacidad de 300 toneladas
24 unidades de tratamiento de aire
14 unidades fan coil
16 centros de control en varios pisos
77 sistemas de aire acondicionado para las salas de la EDP